# (III.) Frigyes német király
III. Frigyes vagy Szép Frigyes (németül: Friedrich der Schöne), (1289 – 1330. január 13.) német király 1314-től és ugyancsak III. Frigyes néven Ausztria uralkodó hercege 1308-tól haláláig. Családja révén említik még I. Habsburg Frigyes néven is. Német királyként az ellenkirályok között tartják számon, ezért a sorszámozása csak feltételes.

## Élete

### Ifjúkora
Frigyes I. Albert német király és Karintiai Erzsébet fiaként látta meg a napvilágot. Bátyja, Rudolf halála és az édesapja elleni 1308-as merénylet után ő lett Ausztria hercege.
Eredetileg baráti viszonyt tartott fenn unokatestvérével Bajor Lajossal, de kapcsolatuk elmérgesedett, amikor Frigyest bízták meg Alsó-Bajorország kormányzásával. 1313. november 9-én Lajos legyőzte unokatestvérét a gamelsdorfi csatában és lemondásra kényszerítette. 

### Királlyá választása
VII. Henrik német-római császár halála után Frigyes is indult a császári címért. Frigyest II. Henrik Karintia hercege, I. Rudolf rajnai palotagróf, I. Rudolf szász–wittenbergi herceg és II. Henrik kölni érsek választotta meg Sachsenhausenben. 
Egy nappal később Bajor Lajost a Main jobb partján választották meg luxemburgi Balduin trieri érsek, Péter mainzi püspök, János cseh király, Waldemar brandenburgi őrgróf és II. János szász-lauenburgi herceg. Frigyest 1314. november 25-én a bonni Münsterban koronázta római-német királlyá Heinrich von Virneburg kölni érsek, míg Ludwig koronázását ugyanazon a napon Aachenben, a hagyományos koronázási helyen Peter von Aspelt mainzi érsek végezte. A helyzetet eleinte bonyolította a pápai trón betöltetlensége (1316–1318) is, így kettejük között csak a fegyverek dönthettek.

### Polgárháború Németországban
Frigyes harcias öccse, I. Lipót osztrák herceg ugyan 1315-ben végigdúlta Bajorországot, de a bátyját el nem ismerő svájciaktól még ugyanebben az évben Morgartennél vereséget szenvedett – ami meggyengítette a Habsburgok helyzetét az alpesi országban. Jó lehetőséget kínált volna az előrelépésre a szövetkezés a Lajost támogató János cseh király ellenzékével (1317), ám megfelelő támogatás híján a felkelés nem vezetett sikerre. Ugyancsak kudarcba fulladt 1318-ban Speyer, majd Strassburg ostroma. 1320-ban Lipót ismét megpróbálkozott Speyer bevételével, de a város felmentésére siető Lajos elől visszavonult. Az 1316-ban megválasztott új pápa, XXII. János sem könnyítette meg a harcoló felek helyzetét. Minden diplomáciai ötlet és pénzügyi támogatás hiábavalónak bizonyult, a pápa se Frigyes, se Lajos megválasztását nem volt hajlandó szentesíteni.
A két király küzdelmét végül a (valójában ampfingi) mühldorfi csata döntötte el 1322. szeptember 28-án. A magyar csapatok által is segített Frigyes vereséget szenvedett, és Henrik fivérével együtt maga is fogságba esett. Két és fél évet raboskodott a felső-pfalzi Trausnitz várában (a Rajnai Palotagrófság északi részén). Vele esett fogságba 1300 osztrák és salzburgi nemese.
Lipót 1324-ben még IV. Károly francia királlyal is hajlandó volt tárgyalni annak császárrá választásáról és a maga birodalmi helytartóvá emeléséről.

### Közös uralkodása Bajor Lajossal

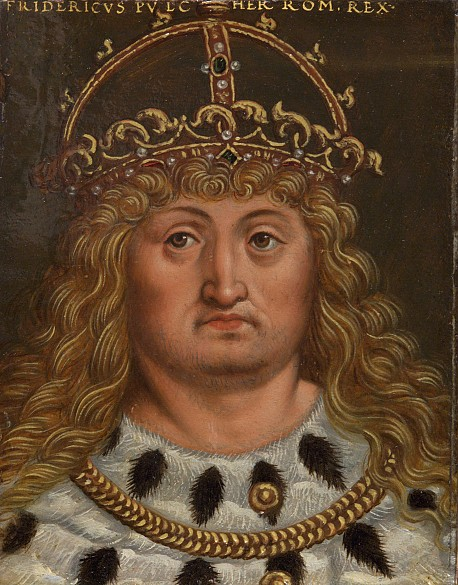
Szép Frigyes (az ambrasi képgyűjteményből)

Frigyes végül már hajlott volna a lemondásra. Lajos elengedte, hogy ehhez testvérei beleegyezését is megszerezhesse, de mivel Lipót ezt megtagadta, Frigyes visszatért a fogságba. A megegyezés ennek dacára sikerült, sőt Lajos az 1325-ben Münchenben megkötött titkos szerződés értelmében társuralkodónak is elismerte.
Mivel a pápa ellenezte a császári cím ilyen megosztását, a két „társcsászár” 1326 januárjában Ulmban kiadott egy dekrétumot, amelynek értelmében Frigyes német király lett, Lajos pedig Itália uraként megtartotta a német-római császár címét.
Később újra szembefordultak, ám miután legfőbb támogatója, Lipót 1326-ban meghalt, Frigyes mindinkább háttérbe szorult Lajos mögött. Visszavonulásával lényegében lemondott a további politikai szereplésről. Frigyes támogatta a Károly Róbert ellen pártot ütő Kőszegi családot, ezért a magyar uralkodó Frigyes ellen lázadó öccsét, a családi tartományok megosztását követelő Ottót segítette. Az egyesült cseh–magyar támadás ellen az osztrák hercegek tehetetlenek voltak. Az 1328-ban megkötött brucki békében Frigyes és fivérei többszöri ígéretüket most már tényleg betartva kénytelenek voltak visszaadni a birtokukban lévő nyugat-magyarországi területeket.
Frigyes másfél évvel ezután, 1330 januárjában halt meg a Bécsi erdőben álló gutensteini várban. Mauerbachban temették el az általa alapított monostorban. 1783-ban maradványait átszállították a bécsi Szent István-dómba.

## Gyermekei
- Frigyes 1315. május 11-én[2] kötötte meg házasságát Ravensburgban[2] Aragóniai Izabellával (1296 – 1330. július 12.). Frigyükből 3 gyermek született:
  - Frigyes (1)[2] (1316 – 1322)
  - Erzsébet[2] (1317 – 1336. október 23.)
  - Anna[2] (1318 – 1343. december 14.) ∞ 1) XV. Henrik alsó-bajor herceg 2) IV. (Meinhardiner) János Henrik görzi gróf

- Frigyesnek született három törvénytelen gyermeke is:
  - Frigyes (2)[2] (? – 1331 után)
  - Frigyes (3)[2] (? – 1334 után)
  - Offmei[2] (? – 1327 után)